# Ễnh ương Smith
Ễnh ương Smith (danh pháp hai phần: Glyphoglossus smithi) là một loài ễnh ương trong họ Microhylidae. Chúng được tìm thấy ở Malaysia, có thể cả Brunei, và có thể cả Indonesia.
Môi trường sống tự nhiên của chúng là các khu rừng ẩm ướt đất thấp nhiệt đới hoặc cận nhiệt đới và đầm nước ngọt có nước theo mùa. Loài này đang bị đe dọa do mất môi trường sống.